# Шаповал, Борис Моисеевич
Бори́с Моисе́евич Шапова́л (известен под псевдонимом Бе-Ша; 22 июля 1895, Киев — 18 августа 1968, Киев) — украинский советский художник-график, карикатурист. Заслуженный деятель искусств УССР (1967). Классик украинской карикатуры, иллюстратор книг для детей.

## Биография
С 1922 года работал в ряде столичных изданий: «Социалистическая Харьковщина», «Коммунист», журналах «Безбожник», «Красный перец». Во время войны рисовал для фронтовых газет «За Советскую Украину», «Красная армия», «За честь Родины», «Во славу Родины», «Советская Украина», «Молодёжь Украины», «Правда Украины» и др.
С 1945 года по 1968 год работал в юмористическом журнале «Перец».

## Семья
Дочь — Надежда Борисовна Потёмкина, жена композитора Б. Л. Потёмкина.
Сын — Шаповал Жозеф Борисович, 15 марта 1938 г.р.

## Избранные работы
- «Морские границы СССР прочны и неприкосновенны!», 1940 г[4]
- «В своей тарелке» (1961)[1]
- «Пришел наниматься» (1963)[1]
- «Редкий случай»[1].

## Участие в выставках
- 10-я Украинская худ. выставка (1949 г., Киев, Государственный музей украинского искусства и Государственный музей русского искусства[5]).
- Выставка изобразительного искусства УССР к 10-летию украинского искусства и литературы (16 июня 1951 г., Москва, Государственная Третьяковская галерея[6]).
- Передвижная выставка произведений украинских художников (1953 г., Львов, Ужгород, Черновцы и Запорожье[7]).
- Выставка изобразительного искусства УССР в честь 300-лтия воссоединения Украины и России (16 октября 1954 г. в Москва, Государственная Третьяковская галерея[8]).
- Выставка к 40-летию Октябрьской революции (14 сентября — 8 декабря 1957 г., Киев, Киевский государственный музей украинского искусства[9]).
- и многие другие.

## Альбомы художника
- Бе-Ша. Карикатури з натури. Бібліотека "Перця" № 58. Київ, Радянська Україна, 1961.